# JNG
JNG (JPEG Network Graphics, en inglés Gráficos de Red JPEG) es un formato gráfico basado en JPEG fuertemente relacionado con PNG.
JNG fue creado como un complemento para el formato de imagen animada MNG, pero puede ser usado como un formato independiente de ningún otro. Los ficheros JNG tienen incrustado un flujo JPEG de 8 o 12 bits para almacenar información de color, y puede tener incrustados otros flujos (1, 2, 4, 8, 16 bit PNG, o 8 bit JPEG escala de grises) para la información de transparencias. Actualmente, un fichero JNG puede contener dos flujos JPEG separados para información de color (uno de 8 bits y otro de 12 bits) para permitir a los decodificadores que son incapaces de (o no quieren) manejar flujos de 12 bits para mostrar el flujo de 8 bits en ese caso, si uno está presente.
La versión 1.0 de la especificación JNG fue liberada el 31 de enero de 2001 (inicialmente como parte de la especificación MNG). Usualmente, todas las aplicaciones que soportan el formato de fichero MNG también pueden manejar ficheros JNG. Por ejemplo, Konqueror da soporte nativo a MNG/JNG, y hay plugins que dan soporte a MNG/JNG para Ópera, Internet Explorer, y Mozilla Firefox. La suite de Mozilla Application Suite (y Netscape) originalmente daban soporte a MNG/JNG, pero el soporte nativo fue eliminado en Mozilla 1.5a por los desarrolladores y Mozilla no soporta dicho formato desde entonces a pesar de las quejas de algunos usuarios. Safari no da soporte a MNG/JNG.
JNG mejora las capacidades del formato JFIF (el formato JPEG usual) dando soporte a las transparencias, dos flujos de color consecutivos (uno de 8 bits y otro de 12 bits), y otras características útiles de PNG tales como la corrección de color, la corrección de gamma, perfiles incrustados de color, metadatos estilo PNG, checksums, etc. La información de transparencia de un fichero JNG (como el canal alfa) puede ser guardada en un formato sin pérdidas PNG, o en un formato con pérdidas JPEG. De esta manera, los usuarios se pueden beneficiar de la capacidad de compresión de JPEG mientras preservan sin pérdidas la información de transparencias (compresión PNG).
La estructura de fragmentos (chunks) de los ficheros JNG es esencialmente la misma que la de los ficheros PNG, difiriendo únicamente en las ligeramente distintas firmas y el uso de distintos fragmentos (chunks).
| Nombre | Firma                   | Firma                  |
| Nombre | hexadecimal             | ASCII + C0, C1         |
| ------ | ----------------------- | ---------------------- |
| PNG    | 89 50 4E 47 0D 0A 1A 0A | HTJ "PNG" CR LF SUB LF |
| MNG    | 8A 4D 4E 47 0D 0A 1A 0A | VTS "MNG" CR LF SUB LF |
| JNG    | 8B 4A 4E 47 0D 0A 1A 0A | PLD "JNG" CR LF SUB LF |

JNG no tiene registrado un tipo MIME, pero se puede usar image/x-jng.